# Алексеєнко Вадим Миколайович
Вади́м Микола́йович Алексе́єнко (нар. 28 жовтня 1975, Лозуватка, Дніпропетровська обл. — пом. 20 вересня 2014, Дніпро) — солдат Збройних сил України, учасник російсько-української війни.

## Життєпис
Народився 1975 року в селі Лозуватка (П'ятихатський район, Дніпропетровська область).
В часі війни — снайпер, 40-й батальйон територіальної оборони «Кривбас». До лав 40-го батальйону був мобілізований у 2-й хвилі часткової мобілізації.
Брав участь у боях за Іловайськ. Зазнав важких поранень при виході з оточення 29 серпня 2014 року. Помер 20 вересня в дніпропетровській лікарні ім. Мечникова від ран.
Без Вадима залишились мама, дружина, донька 1992 р.н.
Похований в селі Лозуватка.

## Нагороди і вшанування
- Орден «За мужність» III ступеня (23 травня 2015, посмертно) — за особисту мужність і високий професіоналізм, виявлені у захисті державного суверенітету та територіальної цілісності України, вірність військовій присязі.[2]
- Іловайський Хрест (посмертно)
- Його портрет розміщений на меморіалі «Стіна пам'яті полеглих за Україну» у Києві: секція 4, ряд 7, місце 21
- Вшановується в меморіальному комплексі «Зала пам'яті», в щоденному ранковому церемоніалі 20 вересня[3]